# Zsivora György
Zsivora György (Sárszentlőrinc, 1804. augusztus 25. – Budapest, 1883. november 30.) magyar jogász, kúriai tanácselnök, az MTA tagja. Testvére Zsivora József színész.

## Életpályája
Sárszentlőrincen született evangélikus családban, szülei Zsivora György és Madár Zsuzsanna.
Zsivora György 1813-ban a soproni Líceumba került. Felsőfokú tanulmányait a pozsonyi evangélikus főiskolán folytatta, ahol bölcsészetet, teológiát és jogot tanult. 1827-től ügyvéd, 1848-ban a hétszemélyes tábla előadója volt. 1860-1861-ben Csanád vármegye főispánja, Deák Ferenc híve.
Élete érdekes fordulatot vett, amikor Sárszentlőrinc akkori földesura, gróf Apponyi Antal - akkor párizsi magyar nagykövet - nevelőt és úti kísérőként magántitkárt keresett a fiának. Balassa János lelkipásztor ekkor Zsivora Györgyöt ajánlotta a követ figyelmébe. A tehetséges ifjú így három évet Párizsban tölthetett. Ott nemcsak francia nyelvtudását tökéletesítette, hanem akadémiai megbízásból a francia nyelvű könyvek és kéziratok magyar vonatkozásairól is tudósított. (Jelentéseit számos más dokumentummal együtt ma is őrzi az MTA Kézirattára.)
Zsivora Györgyöt tudományos munkája elismeréseként a Magyar Tudós Társaság 1833. november 15-én levelező tagjává választotta. Hazajövetele után Pesten telepedett le, számos cikket írt a Tudománytárba és a Conversations-Lexikonba. Tagja lett a pesti evangélikus egyházközségnek, amely hamarosan presbiterré és jegyzővé választotta. Székács József Naplójában elismeréssel ír „a még fiatal, de már igen tisztelt egyénről”, aki erős magyarságtudata folytán csak magyarul volt hajlandó a presbiteri jegyzőkönyvet vezetni. 1841. november 27-én a pest-belvárosi római katolikus plébánián feleségül vette a nála 13 évvel fiatalabb Klimt Emíliát.
Az 1861. évi országbírói értekezleten az osztrák általános polgári törvénykönyv fenntartása mellett foglalt állást a megfelelő korrekciókkal. 1864-től a hétszemélyes tábla, 1869-től 1873-ig, nyugalomba vonulásáig a kúria tanácselnöke. Vagyonának egy részét (100 000 Ft-ot) az MTA-nak adományozta. Miután 1854-ben megvásárolta gróf Festetich János birtokát a rákosi mezőkön, a Rákos-patak mindkét oldalán, mintagazdaságot hozott létre. Ő teremtette meg ennek egy részén 1870-ben Rákosfalva (ma Budapest XIV. kerülete) alapjait.
1883-ban a Nemzet című újság életével kapcsolatban többek között így fogalmazott: „boldog, de rövid házasságából egy leánya származott, [...] kit azonban a halál már 10 éves korában elragadott. Ettől fogva lett ő azután egy csoport elhagyatott és segélyre szoruló árvának, tehetséges szegény fiatal embereknek, neveltető atyja. Segélyezettjei száma légió, b ezek során több van, a ki az ő költségén bevégzett nevelés folytán, kitűnő szakember lett. [...] Szorgalom s tudomány által szép vagyont szerzett, melyet megháromszorozott az általa a pesti határban szerzett rákosi birtok nagyobb részének részletekben eszközlött kedvező eladása által azon időben, midőn az ingatlanok értéke váratlan magasságra emelkedett. Megtartotta azonban a rákosi Festetich-féle kastélyt, hol testvérét, mint kezelőt, elhelyezte [...] E vagyont azután oly nemesen használta fel, mint csak igen kevesen. A protestáns árvaházra már életében 10,000 forintot ajándékozott”. Összesen 32 tanulót nevelt fel, az alsó gimnáziumi osztályoktól kezdve az egyetemig, ellátva őket mindennel. Lányát, Gizella Jozefa Amália Emmát (született 1842. október 28-án) Grazban érte a halál 1856-ban. Síremléke a Fiumei úti sírkertben található (Jobb oldali falsírboltok 42. sírhelyen).
Végrendeletében 161 000 forintot hagyott adományként: mint alapítvány, a magyar tudományos akadémiának a százezer forintot azon kötelezettséggel hagyta, hogy általános örökösévé tett testvérének, Zsivora Józsefnek, míg él, az Akadémia negyedévi részletekben 4000 forint évi járadékot fizessen (ami fizetésére vonatkozó kötelezettsége 1887-ben bekövetkezett halálával szűnt meg, s attól kezdve, az akadémiát szolgálta tovább); a budapesti protestáns árvaháznak, a budapesti evangélikus főgimnáziumnak, a budapesti evangélikus magyar gyülekezetnek és a soproni evangélikus tanító-képezdének tíz–tízezer forintot; a soproni evangélikus főgimnáziumnak és bonyhádi evangélikus gimnáziumnak öt–ötezer forintot; a lőrinczi evangélikus hitközség iskolájának négyezer forintot; továbbá a Bethesda ápoló intézetnek, a jogászegyletnek, a nemzeti színház nyugdíjintézetének, a képzőművészeti társaságnak, a Kisfaludy Társaságnak, az írói segélyegyletnek és a történelmi társulatnak ezer–ezer forintot. Az értékpapírokból álló hagyatékának rendezésével dr. Artner Kálmán ügyvédet bízta meg, és ráhagyta rákosi kastélyát és birtokát, mint egykori neje utáni közel rokonára. A végrendelet kapcsán, mivel az 1879-ben keltezett hagyaték meghaladta a vagyont – a dr. Artner Kálmánnak hagyományozott rákosi ingatlanokon felül – per indult az örökösök között. Ezzel kapcsolatban a Pesti Napló 1884 júliusi számában a következő nyilatkozat jelent meg: „...korábban elhunyt harmadik testvér, illetve nővérnek, Zsivora Zsuzsánnának férjezett Varga Jánosnénak gyermekei: Varga Zsuzsánna és Zsófia [...] dr. A. K. fővárosi ügyvéd, ki az örökhagyó részéről élvezett számtalan jótéteményt nem átallotta akként hálálni meg, hogy örökhagyó után, ki maga volt a megtestesült pontosság, az ismert zürzavaros állapot hátramaradását okozta legyen. Ugyanezen ur az, kinek egyenes meghagyása folytán nem lőnek nemcsak a távollevő közeli rokonok örökhagyó egészségi állapotának aggasztó voltáról tudósítva, hanem örökhagyónak hozzá közel vele, egy lakásban tartózkodó egyetlen élő testvére, Zsivora József ur sem. Szeretve tisztelt nagybátyánk Zsivora József semminemű ajánlatunkat sem utasította vissza; sőt inkább hálával tartozunk irányában azon nemes jószívűségre mutató eljárásáért, miszerint az akadémiát előbb a velünk való megegyezésre utasitá, semmint ő általános örökösi minőségét s abból folyó jogait és kötelezettségeit az akadémiára előbb átruházta volna; mely egyezségre juthatás azonban az akadémia merev magatartásán hajótörést szenvedett. ...” 1884 novemberében a hagyatéki bíróság jóváhagyta, hogy az egész hagyaték az Akadémiának, mint általános örökös, átadatott. Az akadémia a hagyományosoknak olyan ajánlatot tett, hogy amennyiben összes jogaikat az Akadémiára ruházzák, az kész nekik a hagyományozott összeg 70%-át azonnal készpénzben lefizetni. Ezen ajánlatot a hagyományosok két rokon kivételével elfogadták. Varga Zsuzsánna és Varga Zsófia a részökre hagyományozott (60000–60000 forintnyi) összeg teljes kifizetését per útján követelték, melyről 1886-ban végül velük is megegyeztek.

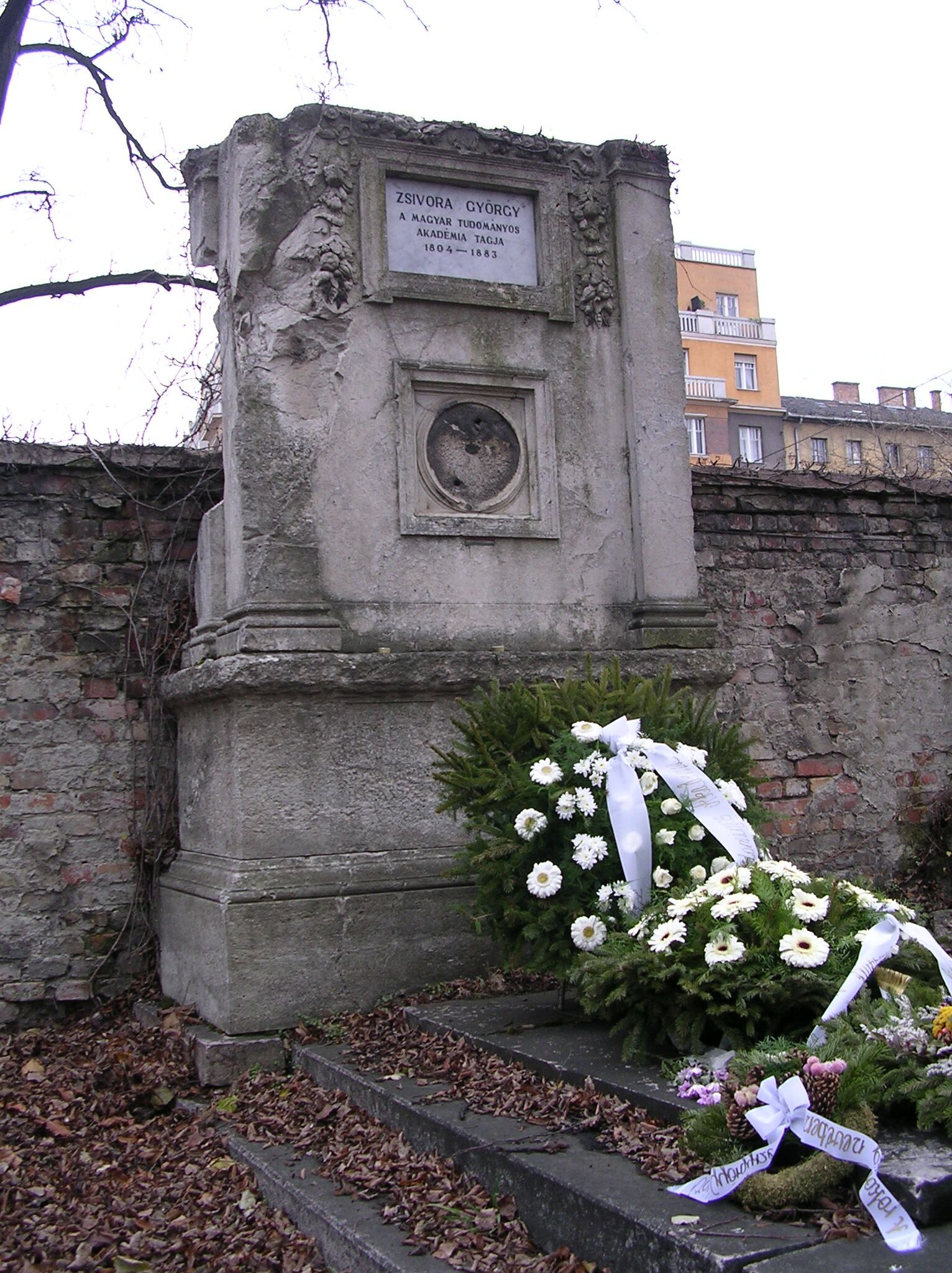
Síremléke a Fiumei úti sírkertben, 2004-ben

## Emlékezete
- Nevét a Zsivora park viseli Budapest XIV. kerületében (1939 óta[21]).
- Születésének 215. évfordulóján, 2019. szeptember 5-én a Zsivora parkban felavatták Zsivora György mellszobrát, Baráz Tamás alkotását.[22]

## Munkái
1. Geographiai kézikönyv, vagy a világ mathematikai, physikai, kiváltképen pedig politikai leírása, a legújabb határozatok szerint. Két kötet. Pest, 1832.
2. Nemzetek képtára. 4 füzet. Pest, 1833.
3. Sz. Szébaldi sírkert. Tromlitz után. Lipcse, 1834.